# Grumpy Cat
Grumpy Cat (în traducere din engleză „pisica morocănoasă”; n. 4 aprilie 2012, Morristown⁠(d), Maricopa, Arizona, SUA – d. 14 mai 2019, Morristown⁠(d), Maricopa, Arizona, SUA) a fost una dintre cele mai populare pisici din mediul online, devenită ulterior și brand al firmei Friskies⁠(en)[traduceți].

## Istoric
Grumpy Cat s-a născut în 4 aprilie 2012, iar numele ei real este Tardar Sauce.
Pisica este femelă și este populară pe internet din cauza aparentei expresii faciale. Stăpâna sa Tabatha Bundesen a declarat că mimica morocănoasă a pisicii se datorează unei forme bizare de nanism. Felina a devenit celebră dupa ce fratele stăpanei a publicat mai multe poze pe site-ul de socializare Reddit. La început, utilizatorii au presupus că este vorba despre o fotografie trucată, fapt care i-a determinat pe stăpâni să posteze și videoclipuri cu micul mamifer.
Grumpy Cat a apărut în Lil Bub & Friendz, un documentar regizat de Andy Capper⁠(en)[traduceți] și premiat la Festivalul de Film de la Tibeca în 18 aprilie 2013. 
Ben Lashes este managerul lui Grumpy Cat și este de asemenea manager pentru Keyboard Cat și Nyan Cat. Conturile de Facebook, YouTube și Twitter sunt administrate de fratele stăpânei, Bryan.
Grumpy Cat a decedat în urma unor infecții la tractul urinar acasă, pe 14 mai 2019.

## Apariții media
Grumpy Cat a apărut în emisiunile Today, Good Morning America, CBS Evening News, Andreson Live, Big Morning Buzz Live (VH1), The Soup și American Idol. A apărut în ultimul sezon din The Bachelorette și a fost invitat special în ediția de pe 17 noiembrie a WWE, Monday Night Raw. Grumpy Cat a vizitat și redacția Times pentru o ședință foto și Forbes pentru un interviu. A apărut și pe coperta Wall Street Journal și New York Magazine.
Din 17 septembrie 2013, Tardar Sauce este imaginea companiei americane de mâncare pentru animale Nestle Purina PetCare pentru Friskies, linia de mâncare pentru pisici. În cadrul campaniei de promovare, a apărut în game-show-ul Friskies de pe Youtube, ”Will kitty play with it?”. Pentru aceasta, Friskies i-a plătit lui Tardar bilete de avion la clasa întâi, o cameră privată de hotel cu un pat king-size, asistent personal, șofer, mâncare Friskies nelimitată și apă îmbuteliată.
Grumpy Cat a apărut și într-o reclamă la Honey Nut Cheerios. 

## Marketing
Pe data de 30 septembrie 2012 a fost lansată o colecție oficială de tricouri Grumpy Cat de către Clothes that kill. Pe site-ul oficial se vând produse cu autorizație, precum: jucării de pluș, cafea, cărți, căni, tricouri sau semne de carte.

## Carte
Cartea Grumpy Cat: A Grumpy Book a fost lansată pe 23 iunie 2013 de Chronicle Books. Cartea a ajuns numărul unu în vânzări la secțiunea Cats,dogs and animals humor de pe Amazon, în doar două săptămâni de la lansare. De asemenea, cartea a rămas zece săptămâni în topul bestseller alcătuit de The New York Times.

## Film
Lansat pe 29 noiembrie 2014 în SUA, filmul Grumpy Cat’s Worst Christmas Ever prezintă o poveste ficțională despre viața lui Tardar. Grumpy Cat este descrisă ca fiind o pisică singuratică dintr-un magazin de animale, care nu este dorită de clienți. Într-o zi, în apropierea sărbătorilor de iarnă, o fetiță pe nume Chrystal intră în magazin și se îndrăgostește de această pisică, deoarece realizează că este singura care poate vorbi cu ea și o poate înțelege. Prin aventurile pe care le are, Grumpy Cat învață ce înseamnă Crăciunul.
Grumpy Cat își joacă propriul rol în film, iar vocea personajului este dată de actrița Aubrey Plaza.

## Premii
MSNBC a numit-o pe Grumpy Cat ca fiind cea mai influentă pisică a anului 2012.
În 2013, Tardar a primit premiul ”Meme of the year” de către BuzzFeed la Webby Awards. Tot în 2013, Grumpy Cat a fost votată cea mai populară pisică, primind premiul Golden Kitty Award în cadrul Annual Internet Cat Video Festival din Minnesota.

## Videoclipuri
Primul videoclip cu Grumpy Cat a apărut pe Internet în 25 septembrie 2012.